# YTV (텔레비전 채널)
YTV는 코러스 엔터테인먼트의 자회사인 YTV 캐나다가 운영하는 캐나다의 영어 텔레비전 채널이다. YTV는 어린이와 청소년을 대상으로 한 실사와 애니메이션 텔레비전 시리즈, 니켈로디언과 카툰 네트워크의 프로그램 등을 방송한다. YTV는 동부 표준 시간대와 태평양 표준 시간대 일정으로 송출되는 두 개의 타임시프트 피드를 운영한다.